# Passage du Ponceau
Passage du Ponceau je soukromá pasáž v Paříži ve 2. obvodu mezi domem č. 212 v ulici Rue Saint-Denis a domem č. 119 na Boulevardu de Sébastopol. Její délka je 92 m a šířka 2,5 m.

## Historie
Pasáž byla otevřena v roce 1826 a v roce 1854 zkrácena při vzniku bulváru Sébastopol.